# 弗蘭克·克蘭托維爾
弗蘭克·克蘭托維爾（Frank Kratovil；1968年5月29日—）是美國的一位政治人物。在2009年至2011年，他擔任馬里蘭州第1選舉區的美國眾議院議員。他的黨籍是民主黨。在踏入政壇之前，克蘭托維爾是一名律師。